# Otiorhynchus lederi
Otiorhynchus lederi — вид довгоносиків з підродини Entiminae.

## Опис
Жук довжиною 4,5-5,8 мм. В основному забарвлений в червоно-коричневий колір. Передньоспинка ззаду сильно перетягнута, її основа не ширше вершини. Надкрила яйцеподібні, з великими округлими білуватими лусочками, місцями згущеними в плями, та тонкими, короткими стирчать щетинками.

## Екологія
Зустічається в лісах.